# Interview (magazyn)
Interview – amerykański miesięcznik założony przez artystę Andy Warhola i angielskiego dziennikarza Johna Wilcocka w 1969 w Nowym Jorku. Czasopismo zawierające wywiady z celebrytami i postaciami popkultury często było określane „Kryształową kulą popkultury (Crystal Ball Of Pop)”. 

## Historia

### Okres Andy Warhola
Przeprowadzane wywiady często przez samego Warhola miały charakterystyczny dla niego prozaiczny i osobisty styl oraz tematykę. Wywiady dotyczyły takich błahych spraw, jak zjedzona rano kanapka. Na wywiady zapraszał, jako postronne osoby swoich znajomych czyniąc ze zwykłego wywiadu rodzaj happeningu. Dzięki temu udawało mu się z rozmówcy wydobyć nietypowe dla tego gatunku dziennikarskiego informacje. Z czasem wywiady nabrały bardziej profesjonalnego stylu pod opieką redaktorów Boba Colacello i Ingrid Sischy.

### Brant Publications 1989-2008
W 1989 pismo zostało kupione przez Petera Branta – milionera i kolekcjonera sztuki i do 2008 było przez niego kierowane wraz z jego żoną Sandrą Brant oraz redaktor Ingrid Sischy.

### Brant Publications 2008-2018
Ze względu na malejącą popularność i sprzedaż drukowanych magazynów Interview skupił się bardziej na modzie i fotografii. W 2017 ogłoszono, że magazyn w 2018 roku ograniczy się tylko do publikacji cyfrowych.
Magazyn został zamknięty po serii skandali. W 2018 redakcja została eksmitowana z dotychczasowej siedziby na SoHo po oskarżeniu jakie wystosowali Fabien Baron (były red. naczelny) oraz jego żona Ludivine Poiblanc oskarżając wydawcę Brant Publications o nie wypłacenie im należnych wynagrodzeń za pracę. W tym samym roku dyrektor artystyczny Karl Templer zrezygnował z posady po wystosowanym przeciwko niemu oskarżeniu o molestowanie.